# Cabreira
Cabreira é uma povoação portuguesa do Município de Almeida que foi sede da extinta Freguesia de Cabreira, freguesia que tinha 5,35 km² de área e 91 habitantes (2011), e, por isso, uma densidade populacional de 17 hab/km².
A Freguesia de Cabreira foi extinta em 2013, no âmbito de uma reforma administrativa nacional, tendo sido agregada às freguesias de Amoreira e Parada, para formar uma nova freguesia denominada União das Freguesias de Amoreira, Parada e Cabreira com sede em Amoreira.
Cabreira situa-se no Distrito da Guarda, Município de Almeida. É conhecida como Cabreira do Côa de forma a ser possível a distinguir de outras. Encontra-se aproximadamente a 26 km de Almeida a uma altitude de 720 metros. Está localizada numa encosta bastante íngreme e acidentada. No fundo do vale encontra-se a ribeira das Cabras.

## População
★ No censo de 1864 figura no concelho de Sabugal. Passou para o actual concelho por decreto de 07/12/1870

| Totais e grupos etários | Totais e grupos etários | Totais e grupos etários | Totais e grupos etários | Totais e grupos etários | Totais e grupos etários | Totais e grupos etários | Totais e grupos etários | Totais e grupos etários | Totais e grupos etários | Totais e grupos etários | Totais e grupos etários | Totais e grupos etários | Totais e grupos etários | Totais e grupos etários | Totais e grupos etários |
| ----------------------- | ----------------------- | ----------------------- | ----------------------- | ----------------------- | ----------------------- | ----------------------- | ----------------------- | ----------------------- | ----------------------- | ----------------------- | ----------------------- | ----------------------- | ----------------------- | ----------------------- | ----------------------- |
|                         | 1864                    | 1878                    | 1890                    | 1900                    | 1911                    | 1920                    | 1930                    | 1940                    | 1950                    | 1960                    | 1970                    | 1981                    | 1991                    | 2001                    | 2011                    |
| Total                   | 233                     | 245                     | 277                     | 306                     | 321                     | 283                     | 298                     | 298                     | 289                     | 270                     | 239                     | 142                     | 98                      | 77                      | 91                      |
| i)                      |                         |                         |                         |                         |                         |                         |                         |                         |                         |                         |                         |                         |                         | 4                       | 3                       |
| ii)                     |                         |                         |                         |                         |                         |                         |                         |                         |                         |                         |                         |                         |                         | 4                       | 6                       |
| iii)                    |                         |                         |                         |                         |                         |                         |                         |                         |                         |                         |                         |                         |                         | 38                      | 50                      |
| iv)                     |                         |                         |                         |                         |                         |                         |                         |                         |                         |                         |                         |                         |                         | 31                      | 32                      |

 i) 0 aos 14 anos; ii) 15 aos 24 anos; iii) 25 aos 64 anos; iv) 65 e mais anos

## Património
- Edificado:
  - Pequenos núcleos de Arquitectura Popular residencial e agrícola

- Religioso:
  - Igreja Matriz - século XIX (1840);
  - Capela de Santa Bárbara - século XX;
  - Cruzeiro - século XX (Neomanuelino);
  - Calvário - século XVIII/XIX
  - Alminha do Caminho da Ribeira das Cabras - século XVIII/ XIX

- Arqueológico e Etnográfico:
  - Ponte Velha - período romano ou medieval